# La Méthode Cauet
Cet article possède un paronyme, voir Méthode Coué.
La Méthode Cauet est une émission de télévision française diffusée le jeudi soir sur TF1 en deuxième partie de soirée du 23 juin 2003 au 18 décembre 2008 sur TF1 et animée par Cauet et Cécile de Ménibus avec Miko, Cartman, Jean-Piètre.
L'émission est produite par Loribel et coproduite par Be Aware Tivi pendant un temps puis uniquement par Be Aware Tivi. Le tournage avait lieu le lundi de 13 h 00 à 19 h 30.
Le titre de l'émission joue sur la paronymie entre d'une part Coué et sa fameuse méthode, et d'autre part le nom du présentateur principal.
Les « meilleurs moments » de La Méthode Cauet sont rediffusés pendant l'été 2009 sous le nom Cauet retourne la Méthode le jeudi soir.
Lors d'une Tweetcam le 13 juillet 2013, Cauet a annoncé la création d'une chaîne YouTube destinée aux meilleurs moments de la méthode. Cette chaîne sera créée, toujours d'après Cauet en septembre 2013. Finalement, Cauet lance la chaîne YouTube de La méthode le 24 mars 2014 et l'annonce sur sa page Facebook. 
En octobre 2013, la chaîne TF6 fête les 10 ans de l'émission avec un best-of exclusif.
L'émission devait revenir sur C8 en 2019 pour fêter ses 16 ans. En février 2020, Cauet annonce finalement qu'il n'y aura pas de retour de l'émission sur C8[réf. nécessaire].
Le 27 avril 2023, pour fêter les 20 ans de l'émission, deux primes inédit sont diffusés sur C8, compilant les meilleures séquences de l'émission.

## Principe
Sur le plateau, Cauet, assisté de Cécile de Ménibus, reçoit autour d'une table des invités dont certains sont appelés, au cours de l'émission, à s'installer dans un fauteuil. Dans celui-ci, la personne est reliée à un capteur cardiaque fixé au bout d'un doigt, plus ou moins à même de transcrire l'état d'esprit de l'invité (note : le capteur avait disparu fin juin 2008). Ce capteur était posé par Maeva (puis par d'autres personnes invitées pour leurs activités « spéciales »). Sébastien Cauet procédait ensuite à l'interview, qui était ponctuée par d'interventions en loge ou en plateau de Miko et Cartman, d'imitations et autres activités que Cauet mettait en scène pour entretenir le caractère jovial de l'émission.

## Polémiques
Même si son succès d'audience a fait taire certaines critiques, le côté bas de gamme de ses concepts gêne : actrices pornographiques invitées dans l'émission, vedettes de télé-réalité et autopromotion.
Laurent Fontaine indique qu'il était compliqué de faire venir des artistes français à l'émission, et que certains comme Ophélie Winter étaient même payés pour le faire.

### Contentieux entre Pascal Bataille et Cauet sur la production de l'émission
Lors de l'émission de Jean-Marc Morandini Vous êtes en direct, sur NRJ 12, Pascal Bataille, indique que Cauet, avec la complicité d’Étienne Mougeotte (ancien PDG de TF1), l'a spolié de la production de l'émission et cela, sans que Pascal Bataille et Laurent Fontaine ne touchent un sou. D'après Pascal Bataille, leur société de production a fait faillite à cause de cela et que l'émission Y'a que la vérité qui compte aurait été arrêtée.
Quelques jours plus tard, Cauet, alors invité de l'émission de Morandini sur NRJ12, réplique à son tour qu'il ne reconnaît pas Pascal Bataille, et que celui-ci profite de Cauet pour faire parler de lui. Cauet indique, également, que le contrat s'est terminé et qu'il a proposé de continuer de produire la Méthode seul. Puis il continue en disant que c'est étonnant qu'ils n'aient pas touché un sou. Cauet affirme qu'il a payé onéreusement Pascal Bataille et Laurent Fontaine en tant que consultants, pendant un an, sachant qu'ils ne faisaient rien et qu'il a repris la totalité du personnel de la société de production Loribel (celle de Bataille et Fontaine). Il réitère qu'il n'est pas responsable de cette situation et que depuis la cinquième saison il payait des droits de production[réf. nécessaire].

## Arrêt
Lors d'une interview parue dans Télérama, Nonce Paolini, le PDG de TF1, dit que La Méthode Cauet est une « émission un peu transgressive qui amuse beaucoup les ados ». Selon TF1, La Méthode Cauet est « sans doute usée ». À la suite de la mauvaise audience du 4 septembre 2008, une suppression de l'émission n'était pas à exclure. 
La Méthode Cauet est absente de la grille des programmes de TF1 pour janvier 2009, et un « merci pour ces six années de folies » que Sébastien Cauet dit lors du best-of du 18 décembre 2008 laisse entendre que La Méthode Cauet est terminée.